# Copa de la Reina de Baloncesto 2001
La Copa de la Reina de Baloncesto 2001 corresponde a la 39.ª edición de dicho torneo. Se celebró entre el 5 y el 7 de enero de 2001 en el Centro Insular de Deportes de Las Palmas de Gran Canaria.

## Equipos clasificados
El formato de competición es el mismo que la temporada anterior. Se juega en Las Palmas de Gran Canaria, ejerciendo como anfitrión el Caja Rural de Canarias, que participa junto a los siete mejores del resto del equipos al final de la primera vuelta de la Liga Femenina. El campeón se clasifica para la Copa Ronchetti 2001-02.
| Pos. | Equipo                     | PJ | G  | P | PF   | PC  | DP   | Pts | Clasificación    |
| ---- | -------------------------- | -- | -- | - | ---- | --- | ---- | --- | ---------------- |
| 1    | Ros Casares Godella        | 13 | 13 | 0 | 1130 | 867 | +263 | 26  | Cabezas de serie |
| 2    | Universitari Barcelona     | 13 | 11 | 2 | 1031 | 859 | +172 | 24  | Cabezas de serie |
| 3    | Ensino Yaya María          | 13 | 11 | 2 | 911  | 790 | +121 | 24  | Cabezas de serie |
| 4    | Celta Banco Simeón         | 13 | 11 | 2 | 906  | 803 | +103 | 24  | Cabezas de serie |
| 5    | Caja Rural de Canarias (H) | 13 | 8  | 5 | 1013 | 931 | +82  | 21  |                  |
| 6    | Ciudad de Burgos           | 13 | 8  | 5 | 967  | 929 | +38  | 21  |                  |
| 7    | Salamanca Halcón Viajes    | 13 | 6  | 7 | 970  | 985 | −15  | 19  |                  |
| 8    | CB Navarra                 | 13 | 6  | 7 | 969  | 995 | −26  | 19  |                  |

 Fuente: Liga Femenina

## Desarrollo
Diecisiete años tuvo que esperar el Celta Banco Simeón para volver a levantar un título de Copa de la Reina. Por su parte el Salamanca Halcón Viajes no pudo estrenarse en su primera aparición en una final, tuvo que esperar cuatro años más. Lo de las gallegas supone además un récord, ya que ningún equipo que haya revalidado título en la Copa de la Reina ha visto pasar tanto tiempo entre su último campeonato conseguido (2001) y el anterior (1984).

## Fase final
|  | Cuartos de final        | Cuartos de final |                    |                         | Semifinales | Semifinales |  |                         | Final      | Final      |  |
|  | 5 de enero              | 5 de enero       |                    |                         | 6 de enero  | 6 de enero  |  |                         | 7 de enero | 7 de enero |  |
|  |                         |                  |                    |                         |             |             |  |                         |            |            |  |
|  |                         |                  |                    |                         |             |             |  |                         |            |            |  |
|  | Salamanca Halcón Viajes | 72               |                    |                         |             |             |  |                         |            |            |  |
|  | Salamanca Halcón Viajes | 72               |                    |                         |             |             |  |                         |            |            |  |
|  | Universitari Barcelona  | 68               |                    |                         |             |             |  |                         |            |            |  |
|  | Universitari Barcelona  | 68               |                    | Salamanca Halcón Viajes | 68          |             |  |                         |            |            |  |
|  |                         |                  |                    | Salamanca Halcón Viajes | 68          |             |  |                         |            |            |  |
|  |                         |                  | Ensino Yaya María  | 58                      |             |             |  |                         |            |            |  |
|  | Ciudad de Burgos        | 65               | Ensino Yaya María  | 58                      |             |             |  |                         |            |            |  |
|  | Ciudad de Burgos        | 65               |                    |                         |             |             |  |                         |            |            |  |
|  | Ensino Yaya María       | 72               |                    |                         |             |             |  |                         |            |            |  |
|  | Ensino Yaya María       | 72               |                    |                         |             |             |  | Salamanca Halcón Viajes | 64         |            |  |
|  |                         |                  |                    |                         |             |             |  | Salamanca Halcón Viajes | 64         |            |  |
|  |                         |                  | Celta Banco Simeón | 66                      |             |             |  |                         |            |            |  |
|  | Caja Rural de Canarias  | 93               | Celta Banco Simeón | 66                      |             |             |  |                         |            |            |  |
|  | Caja Rural de Canarias  | 93               |                    |                         |             |             |  |                         |            |            |  |
|  | Ros Casares Godella     | 74               |                    |                         |             |             |  |                         |            |            |  |
|  | Ros Casares Godella     | 74               |                    | Caja Rural de Canarias  | 54          |             |  |                         |            |            |  |
|  |                         |                  |                    | Caja Rural de Canarias  | 54          |             |  |                         |            |            |  |
|  |                         |                  | Celta Banco Simeón | 57                      |             |             |  |                         |            |            |  |
|  | CB Navarra              | 75               | Celta Banco Simeón | 57                      |             |             |  |                         |            |            |  |
|  | CB Navarra              | 75               |                    |                         |             |             |  |                         |            |            |  |
|  | Celta Banco Simeón      | 85               |                    |                         |             |             |  |                         |            |            |  |
|  | Celta Banco Simeón      | 85               |                    |                         |             |             |  |                         |            |            |  |
|  |                         |                  |                    |                         |             |             |  |                         |            |            |  |

### Final
| 7 de enero de 2001 | Salamanca Halcón Viajes                                                                          | 64–66                                 | Celta Banco Simeón | Las Palmas de Gran Canaria                                                                  |  |
| 18:00              | Parciales: 13–22, 19–15, 22–18, 10–11                                                            | Parciales: 13–22, 19–15, 22–18, 10–11 | Parciales: 13–22, 19–15, 22–18, 10–11                                                                                         |                                                                                             |  |
|                    | Estadísticas Emma Bezos 21 Amaya Valdemoro 9 Elisa Aguilar, Amaya Valdemoro 4 Amaya Valdemoro 20 | Reporte Pts Reb Asts Val              | Estadísticas Noemí Jordana, Razija Mujanović 14 Razija Mujanović 13 Noemí Jordana, Maria del Mar Xantal 4 Razija Mujanović 23 | Pabellón: Centro Insular de Deportes Árbitros: Òscar Perea Lorente, Francisco Araña Santana |  |

| Ganadoras de la Copa de la Reina 2001 |
| ------------------------------------- |
| Celta Banco Simeón 4º título          |